# Hollywood Cavalcade
Pour plus de détails, voir Fiche technique et Distribution.
Hollywood Cavalcade est un film américain réalisé par Irving Cummings et sorti en 1939. 
C'est une fiction en hommage au cinéma muet d'Hollywood, comportant des scènes avec Buster Keaton, Al Jolson ou Mack Sennett.

## Synopsis
En 1913, le réalisateur Michael Linnett Connors choisit la vedette de Broadway Molly Adair pour jouer dans son prochain film. Bien qu'elle soit amoureuse de lui, elle épouse son coéquipier, Nicky Hayden, pensant à tort que Connors ne pense à elle qu'en termes de films. Connors la comprend mal et la renvoie alors du film mais avec cela sa carrière décline rapidement avec le début de l'ère du son.

## Fiche technique
- Réalisation : Irving Cummings, Buster Keaton (non crédité), Malcolm St. Clair (scènes muet)
- Scénario : Ernest Pascal, Hilary Lynn, Brown Holmes, d'après une idée originale de Lou Breslow
- Musique : David Raksin
- Directeurs artistiques : Richard Day et Wiard B. Ihnen
- Producteur : Darryl F. Zanuck
- Société de production : 20th Century Fox
- Distribution : 20th Century Fox
- Genre : Comédie dramatique
- Date de sortie : 
  - États-Unis : 13 octobre 1939
  - France : 8 mai 1949
- Durée : 97 minutes

## Distribution
- Alice Faye : Molly Adair
- Don Ameche : Michael Linnett Connors
- J. Edward Bromberg : Dave Spingold
- Alan Curtis : Nicky Hayden
- Stuart Erwin : Pete Tinney
- Jed Prouty : Chief of Police
- Buster Keaton : Buster Keaton
- Donald Meek : Lyle P. Stout
- George Givot : Englishman
- Al Jolson : Al Jolson
- Eddie Collins : Keystone Cop
- Hank Mann : Keystone Cop
- Heinie Conklin : Keystone Cop
- James Finlayson : Keystone Cop
- Chick Chandler : Directeur adjoint
- Robert Lowery : Henry Potter
- Russell Hicks : Roberts
- Ben Welden : Agent
- Willie Fung : Willie
- Paul Stanton : Filson
- Mary Forbes : Mrs. Gaynes
- Frederick Burton : Thomas

Acteurs non crédités :
- Joseph Crehan : Attorney
- Jack Cooper
- Mack Sennett